# Resistentie tegen antibiotica

Ontwikkeling van resistentie tegen antibiotica

Resistentie tegen antibiotica, of antimicrobiële resistentie (AMR), betekent dat een bacterie bestand wordt tegen een bepaald antibioticum. Vele bacteriën van de betreffende populatie zullen sterven of in groei geremd worden door het antibioticum, maar enkele overblijvende resistente bacteriën planten zich voort en zorgen voor de verspreiding van deze erfelijke eigenschap; na enige tijd zijn zo goed als alle bacteriën bestand tegen het antibioticum. Dit proces wordt natuurlijke selectie genoemd.
Deze resistentie werkt tegenover een bepaald antibioticum en eventueel chemisch eraan verwante antibiotica. Soms echter kan er meervoudige resistentie optreden, als de selectie met meerdere antibiotica gebeurd is. Bij bacteriën is het mogelijk dat de resistentiegenen op hetzelfde plasmide liggen, zodat selectie voor resistentie tegen een bepaald antibioticum ook betekent dat resistentie tegen andere antibiotica geselecteerd wordt.

## Maatregelen
In april 2014 bracht de WHO een rapport uit omtrent wereldwijde antibioticum-resistentie. Hierin werd ook de aanpak ter voorkoming van verdere resistentie besproken.
In België heeft de Nationale Raad voor Kwaliteitspromotie (NRKP) van het RIZIV regels opgesteld voor huisartsen, met het oog op een daling van het aantal voorgeschreven doses antibiotica.

## MRSA-bacterie
Een voorbeeld van antibioticumresistentie is die van Staphylococcus aureus. Dit was de eerste bacterie waarin resistentie tegen penicilline werd ontdekt. Dat gebeurde al in 1947, slechts vier jaar nadat penicilline in massaproductie was genomen. Daarna werd meticilline als antibioticum tegen S. aureus gebruikt. In 1961 werden in het Verenigd Koninkrijk bacteriën ontdekt die ook tegen dit middel resistent waren, MRSA (meticilline-resistente Staphylococcus aureus). Deze resistente vorm komt inmiddels vrij veel voor in ziekenhuizen en is (in 1999) verantwoordelijk voor 37% van de sterfgevallen aan bloedvergiftiging in het Verenigd Koninkrijk. In 2003 waren 43,1% van alle infecties met S. aureus, MRSA in het Verenigd Koninkrijk. De helft van alle S. aureus infecties in de VS zijn door bacteriën die resistent zijn tegen penicilline, meticilline, tetracycline en erytromycine.
De combinatie van 5'-methoxyhydnocarpine en berberine in kruiden als Hydrastis canadensis en Berberis vulgaris blijkt de MDR-pompen te kunnen blokkeren die resistentie tegen verschillende antibiotica veroorzaken. Dit is aangetoond voor de MRSA-bacterie.

## VRE-bacterie
Vancomycineresistente enterokokken (VRE) betreffen een bacterie uit het geslacht Enterococcus die resistent zijn geworden voor het antibioticum vancomycine dat als een van de laatste middelen wordt ingezet bij moeilijk te bestrijden infecties. De hier beschreven bacterie is vooral gevaarlijk voor verzwakte ziekenhuispatiënten.

## Overig
Een andere resistente bacterie is de Acinetobacter baumannii.